# 참파 (배우)
굴샨 아라 아크테르 참파(벵골어: গুলশান আরা আখতার চম্পা, 1965년 1월 5일 ~ )는 참파(벵골어: চম্পা)라는 예명으로 알려져 있는 방글라데시의 배우이다. 방글라데시 국립 영화상 여우주연상 3회(1993, 1994, 2000) 수상자이다.